# Gastropholis
Gastropholis — рід ящірок родини ящіркових (Lacertidae). Представники цього роду мешкають в Африці на південь від Сахари.

## Види
Рід Gastropholis нараховує 4 види:
- Gastropholis echinata (Cope, 1862)
- Gastropholis prasina Werner, 1904
- Gastropholis tropidopholis (Boulenger, 1916)
- Gastropholis vittata Fischer, 1886

## Етимологія
Наукова назва роду Gastropholis походить від сполучення слів дав.-гр. γαστηρ — черево і φολις — рогова луска.